# جوناثان مازا
جوناثان مازا (بالإسبانية: Jonathan Maza)‏ هو لاعب كرة قدم أرجنتيني في مركز الوسط، ولد في 1 أكتوبر 1998 في بوينس آيرس في الأرجنتين. لعب مع ديبورتيفو إسبانول.

## وصلات خارجية
- جوناثان مازا على موقع قاعدة بيانات كرة القدم.إي يو (الإنجليزية)
- جوناثان مازا على موقع Soccerway.com (الإنجليزية)